# Durness Group
Die Durness Group ist eine geologische Gruppe, die auf dem Hebriden-Terran während des Kambriums und Ordoviziums entlang der Nordwestküste Schottlands abgelagert wurde.

## Etymologie

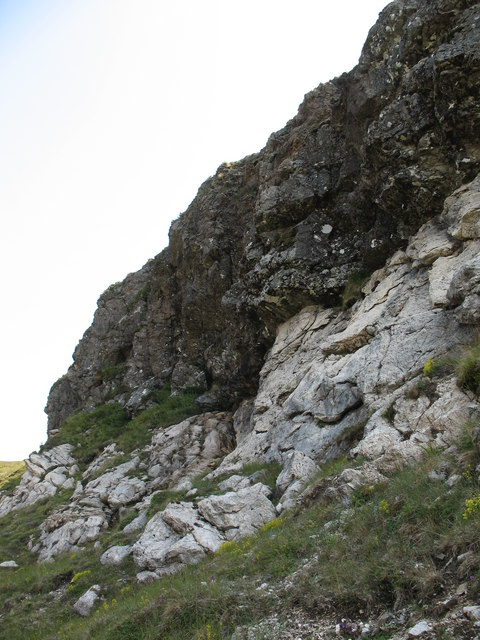
Dolomite der Durness Group werden bei Knockan Crag entlang der Moine Thrust von der Moine Supergroup überfahren

Die Durness Group ist nach ihrer Typlokalität Durness benannt. Durness lautet im Schottisch-Gälischen Diùranais, dessen Bedeutung nicht eindeutig ist. Möglicherweise bildet das Altnorwegische nes (Landvorsprung) einen Bestandteil des Wortes. Womöglich lautete die norwegische Bezeichnung des Ortes Dyrnes, was so viel wie Vorsprung des Tieres/Wildes bedeutet. Weitere Vermutungen sind Dorainn nis (Sturmvorsprung) und Dhu thir nis (Zunge des schwarzen Landes). Eine weitere Möglichkeit ist der Hauptort Durine, im Schottisch-Gälischen Dubh Rinn (schwarzer/fruchtbarer Vorsprung), woran ness angehängt wurde.

## Geschichtliches
Charles Lapworth erwähnte bereits im Jahr 1883 die Abfolge, bezeichnete sie damals jedoch noch als Durness Limestone oder Eriboll Limestone. Ausführlicher wurden die Gesteine im Jahr 1884 von Ben Peach und John Horne und erneut im Jahr 1907 von Ben Peach und Kollegen beschrieben. Diese Autoren benannten die Gesteine als Calcareous Series. Erst im Jahr 1972 schlugen Cowie und Kollegen dann einen Gruppenstatus für die Karbonatgesteine um Durness vor.

## Geographische Verbreitung
Die Durness Group ist in einem zirka 170 bis 180 Kilometer langen, jedoch sehr schmalen, nur 10 Kilometer breiten Gürtel entlang der Nordwestküste Schottlands aufgeschlossen. Sie erstreckt sich von der Isle of Skye im Süden über Loch Kishorn (auf dem Festland gelegen) bis nach Durness und Loch Eriboll im Norden. An ihrer Ostseite wird die Gruppe von der Moine Thrust begrenzt, auf der die Moine Supergroup über sie hinweggeglitten ist.

## Einführung
Die im Nordwesten Schottlands abgelagerten Formationen gehörten einst zum zusammenhängenden südöstlichen Kontinentalrand Laurentias, welcher sich vom westlichen Neufundland bis hoch in den Nordosten Grönlands zog. Das jetzige Schottland wurde erst durch die Öffnung des Atlantiks aus diesem Verband herausgetrennt.
Das Hebriden-Terran umfasst neben den namensgebenden Hebriden das Festland Nordwestschottlands westlich des Moine Thrust Belts. Es ist ein Fragment Laurentias, dessen archaische und paläoproterozoische Grundgebirgsgneise von einer mächtigen Abfolge nicht-metamorpher, rotgefärbter Arkosesandsteine und Konglomerate diskordant abgedeckt wurde. Diese meso- bis neoproterozoischen Sedimente bilden die Sleat Group, die Stoer Group und die Torridon Group. Es handelt sich hierbei um fluviatile und lakustrine Sedimente sowie um Ablagerungen von Schwemmfächern.
Nachdem der Superkontinent Rodinia im späten Neoproterozoikum aufgebrochen war, wurden all diese Gesteine zu einem breiten und flachen Kontinentalschelf eingeebnet, welcher schließlich die kambro-ordovizische Abfolge akkommodierte. Subsidenz und Sedimentation gingen auf dem mehrere tausend Kilometer langen Kontinentalrand, der vom Südosten der USA über das maritime Kanada, Neufundland, Schottland und Svalbard bis in den Norden Grönlands reichte, kontinuierlich vonstatten. Der Subsidenzverlauf und auch die stratigraphische Abfolge zeigen im Sektor Neufundland-Schottland-Ostgrönland bemerkenswerte Übereinstimmungen.

## Lithologie

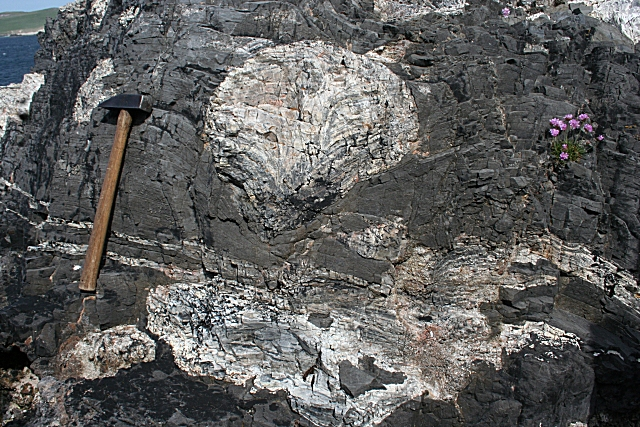
Laminierter Chert-Ballon in der unteren Sailmhor-Formation an der Balnakeil Bay

Die Durness Group besitzt eine Mindestmächtigkeit von 920 bis 930 Meter. Es handelt sich überwiegend um peritidale bis flach subtidale Kalke und Dolomite, die vom Iapetus am passiven Kontinentalrand Laurentias abgelagert wurden. Die Karbonate spiegeln ein tropisches Environment wider. Microbialithe sind häufig anzutreffen, örtlich treten Ooide angereichert auf und in Teilen der Abfolge gibt es Hinweise auf ehemalige Evaporite und frühe Bildungsstadien von Dolomiten. Das tropische Environment wird von paläogeographischen Rekonstruktionen gestützt, die für Laurentia zum damaligen Zeitpunkt eine Position zwischen 30° Nord und 30° Süd angeben, wobei Schottland auf ungefähr 20° Süd zu liegen kam.
Angetroffen werden als Lithologien hellgraue, beigefarbene und dunkelgraue Dolomite (Englisch dolostones) mit Intervallen von dolomitischen Kalken, Kalken und untergeordneten Cherts.
Die Ablagerung in der vorangegangenen Ardvreck Group bestand noch vorwiegend aus marinen Sandsteinen. Der kambrische Anteil der Durness Group brachte dann Karbonatablagerung auf dem passiv absinkenden Schelf Laurentias. Die schottischen Sedimente bildeten damals Teil der großen amerikanischen Karbonatbank (engl. Great American Carbonate Bank), deren Karbonatfällung sich dann während des Ordoviziums nahezu über das gesamte Laurentia ausbreitete.

## Sedimentologie
Die Durness Group stellt eine bedeutende marine Transgression über den Kontentalschelf Laurentias dar. Zusammen mit der regressiven Ardvreck Group bildet sie eine Megasequenz.
Die Sedimente wurden in verschiedenen flachmarinen Sedimentationsräumen abgesetzt. Die recht seltenen Evaporite waren auf das Intertidal beschränkt. Im Supratidal und im flachen Subtidal finden sich Fensterkarbonate, Oolithe, Pseudomorphosen von Evaporitmineralen, Stromatolithen und feingeschichtete Dolomite mit Trockenrissen und Teepees. Mehr offen marine Bedingungen herrschten im Sedimentationsverlauf der Sailmhor-Formation und der Croisaphuill-Formation – beide Formationen entsprechen maximaler Flutung. Abgesetzt wurde hierbei Karbonatschlamm, der das Sedimentationsgeschehen dominierte.
In der basalen Ghrudaidh Formation wurden mächtige Dolomit- und Kalklagen abgesetzt – supratidale, peritidale und flachmarine Kalkplattformsedimente. Die im Liegenden noch vorhandenen Quarzsandkörner verschwinden in Richtung Hangendes. Dies wird mit einer abrupt einsetzenden Transgression erklärt, wodurch der Sedimenteintrag des Hinterlandes sehr stark zurückverlagert wurde.
Die Durness Group ist diagenetisch stark verändert und manifestiert extensive Rekristallisationen.

## Fossilinhalt
Fossilien sind nicht gerade häufig in der Durness Group und meist auch schlecht erhalten. Der erste Fossilfund geht in das Jahr 1854/1855 zurück und wurde von Charles William Peach gemacht. Zugegen sind Cephalopoden, nur selten Trilobiten, Schwämme, Brachiopoden und Gastropoden. Bedeutend für die stratigraphische Zuordnung sind Conodonten, die erstmals im Jahr 1967 aufgefunden wurden.

## Stratigraphie
Die Durness Group wird aus sieben Formationen aufgebaut (vom Hangenden zum Liegenden):
- Durine-Formation
- Croisaphuill-Formation
- Balnakeil-Formation
- Sangomore-Formation
- Sailmhor-Formation
- Eilean-Dubh-Formation
- Ghrudaidh-Formation

Vollständig ist die Gruppe mit ihren sieben Formationen nur in der Nähe von Durness aufgeschlossen, ihre Hangendgrenze wird jedoch hier von einer Überschiebung abgeschnitten. Auf Skye im Süden sind nur die untersten sechs Formationen vorhanden, welche jedoch nicht kontinuierlich ausgebildet sind.

### Ghrudaidh-Formation
Die basale, um die 50 bis 63 Meter mächtige, kambrische Ghrudaidh-Formation, folgt konkordant auf das Salterella Grit Member der An-t-Sròn-Formation. Die Formation kann von kleineren Überschiebungen durchzogen sein – was eine korrekte Mächtigkeitsangabe erschwert. Ihre Untergrenze wird mit der ersten dolomitischen Siltstein- oder Dolostonelage gezogen. Der Übergang von der siliziklastischen Ardvreck Group zeichnet sich durch das Erscheinen karbonatischer (dolomitischer) Sedimente aus, dennoch besteht der siliziklastische Einfluss (mit Sandkörnern und Quarzareniten) noch auf den ersten Metern weiter fort. Weitere Lithologien sind Fleckendolomite, Oolithe und örtliche Tonflatschenbrekzien in Richtung Hangendes. An Fossilien wurden der Trilobit Olenellus an der Basis aufgefunden. Dies engt das Alter der Durness Group auf die Bonnia-Olenellus-Zone ein. Die Formation ist ferner reich an das Sediment verfärbenden Wurmbauten (Spurenfossil Planolites).

### Eilean-Dubh-Formation
Die folgende kambrische Eilean-Dubh-Formation besitzt eine minimale Mächtigkeit von 133 Meter, vermutet wird aber auch bis zu 200 Meter. Die Formation beginnt mit hellgrauen und beige verwitternden (Honigwabenverwitterung), aphanitischen Dolomiten, die sich etwas von den wechsellagernden hellgrauen Dolomiten und den zuckerförmigen, scheckigen, dunkelgrauen Dolomiten der unterlagernden Ghrudaidh-Formation abheben. Auch Kalke sind vorhanden. Kalklinsen erscheinen in den Chertlagen und auch im Dolostone. Als Fossilien enthalten sind Stromatolithen vorwiegend im unteren Abschnitt, auch vereinzelte Thrombolithenpolster treten auf. Conodontenfunde konzentrieren sich auf die Hangendgrenze zur Sailmhor-Formation. Im Mittelabschnitt finden sich Lagen mit terrigenem Quarz und auch Pseudomorphosen von Evaporiten sind eingestreut. Im Hangenden erscheinen Chertlagen (mit roten Jaspisknollen). Bei den Sedimentstrukturen zu erwähnen sind Rutschungen mit einem Winkel bis zu 40° in der Nähe der Basis, trogförmige Schrägschichtung, Linsen- und Flaserschichtung, Wellenrippeln und rötliche Sedimentverfärbungen entlang Schichtgrenzen und Klüften. Faziell sind Intertidal und Subtidal angezeigt. Vom Wind eingetragene Sandlagen deuten aber womöglich auf Sabkhabedingungen des Supratidals. Auch die Eilean-Dubh-Formation wird tektonisch von Gleitflächen durchzogen.

### Sailmhor-Formation

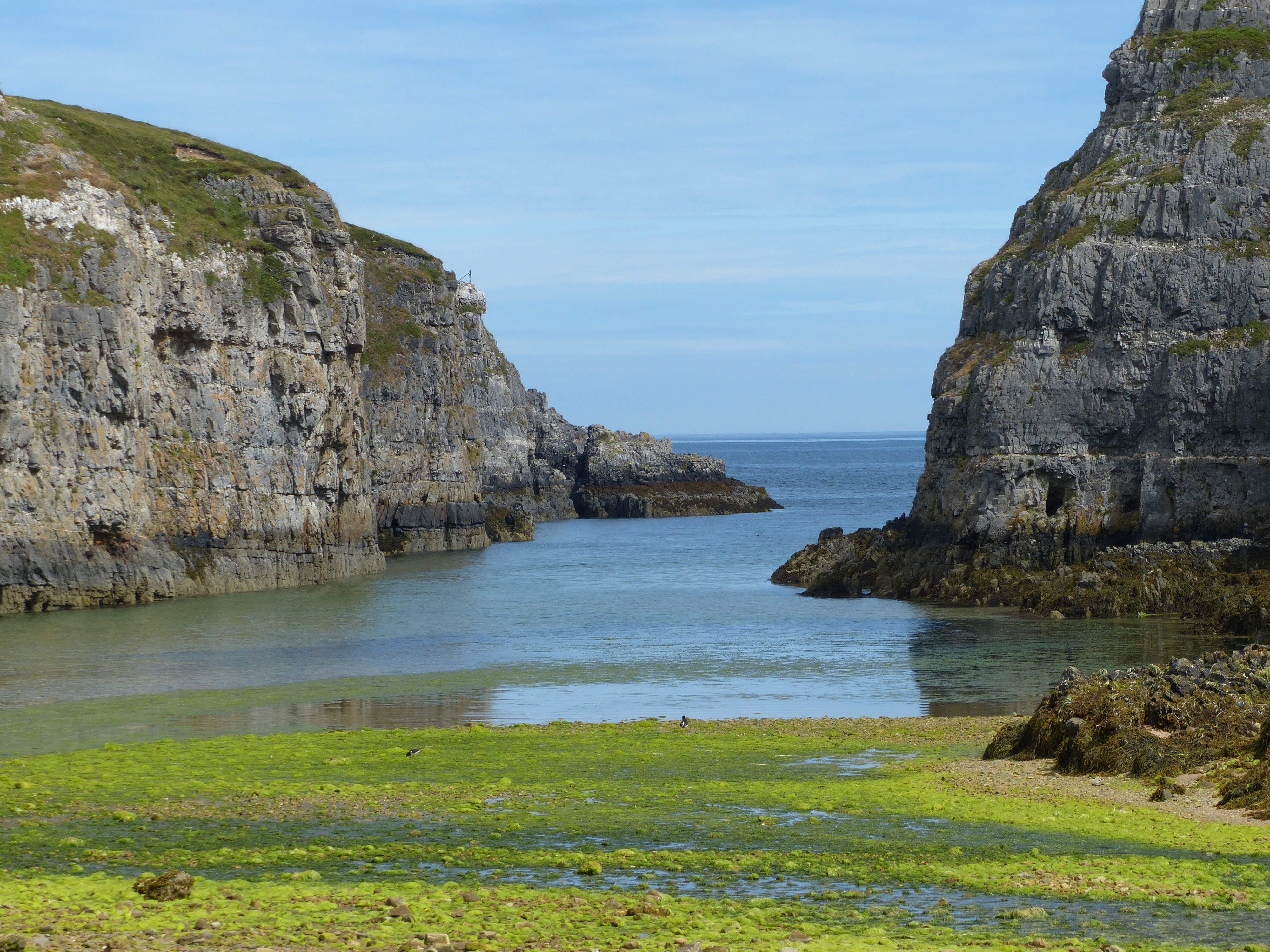
Die Parasequenzen der Sailmhor-Formation beim Fjord Geodha Smoo

Die bereits ordovizische Sailmhor-Formation wird minimal 113 Meter mächtig, angegeben werden aber auch 175 bis sogar 250 Meter an Mächtigkeit. Die unterschiedlichen Angaben erklären sich durch die vielen Verwerfungen innerhalb der Formation. Die insgesamt aphanitische, dolomitische Formation mit untergeordneten Kalklagen im Hangenden liegt konkordant auf der vorangegangenen Eilean-Dubh-Formation. Sie besteht hauptsächlich aus einem dunklen, scheckigen Dolostone, der aus Parasequenzen im Meterbereich aufgebaut ist. Die Parasequenzen werden in ihrem Hangenden hellgrau und sind von Stromatolithen gekrönt. Die Untergrenze der Formation wird durch einen deutlichen Farbumschlag gekennzeichnet – und zwar von hellgrauen, peritidalen, feinkristallinen Dolomiten der Eilean-Dubh-Formation hin zu dunkelgrauen, scheckigen Dolostones mit vereinzelten Chertvorkommen der Sailmhor-Formation. Oolithlagen und weiße Cherts mit bis zu 50 Zentimeter dicken Knollen zwischen Stromatolithenbauten sind dann im unteren Abschnitt häufig, Thrombolithe nehmen gegen das Hangende zu. Im Hangenden werden die Parasequenzen oft von hellgrauen Dolostones abgedeckt, in denen ebenfalls Stromatolithen vorkommen. Die hellgrauen Dolostones zeigen hier Rippellagen und Parallelschichtung. Der scheckige Charakter der Formation wird durch ein Netzwerk von Wurmbauten bedingt. Faziell ist die Sailmhor-Formation subtidal, angezeigt durch die Stromatolithen, durch die Schwammnadeln enthaltenen Cherts und Brachiopodenschill. Die kleinwellige Schichtung deutet jedoch auch auf intertidalen Charakter hin. Insgesamt herrschte während der Sailmhor-Formation jedoch eine marine Regression – was auch durch die Zunahme von grobkristallinen Dolostones im Hangenden unterstützt wird. Weitere Fossilfunde sind Conodonten im Mittelabschnitt und Cephalopoden im Hangenden. Bemerkenswert ist die zunehmende Spaltbarkeit und Verkarstung der Schichtoberflächen in Richtung Hangendes.

### Sangomore-Formation

Die Smoo Cave wird aus der Sangomore-Formation aufgebaut

Die Mächtigkeit der Sangomore-Formation wird gewöhnlich mit 55 Meter angegeben, es werden aber auch Werte von 100, ja sogar 160 Meter erreicht. Die Unstimmigkeiten dürften auch in diesem Fall auf tektonische Versetzungen zurückzuführen sein. Lithologisch wird die Formation vorwiegend aus aphanitischen, hellgrauen und beigen, feinschichtigen Dolostones aufgebaut, hinzu treten mittelgraue, thrombolithische Kalke, Stromatolithen und örtlich bioklastische Wackestones/Packstones mit Peloiden und Ooiden. An der Liegendgrenze zur Sailmhor-Formation befindet sich eine meterdicke, weiße bis orangefarbene Chertlage. Die Grenze selber ist graduell mit Chertbrekzien und Dolomitsanden und wird oberhalb einer 0,6 Meter dicken Dolomitsandlage gelegt, welche im Profil gut als Erosionskerbe zu erkennen ist. Eine gute Unterscheidung zur Sailmhor-Formation stellt die Färbung der Chertlagen dar, die von weiß über orange bis pfirsichfarben reicht. An Fossilien erscheinen Conodonten im Liegenden und Cephalopoden im Hangenden. In einer Kalklage im Hangenden fanden sich Crinoiden, Muscheln, Brachiopoden und Tentaculites ornatus. Faziell ist die Sangomore-Formation dem Intertidal zuzurechnen. Gestützt wird dies durch erodierte Preudomorphosen von Evaporiten, die aus dem Supratidal eingetragen wurden. In der Nähe der Hangendgrenze erscheint sogar eine kleine Lagune, erkennbar am tonigen, glimmerreichen Eintrag. Brekziierte Chertniveaus und karstische Verwitterung deuten auf kleinere Absenkungen des Meeresspiegels. Beeindruckend sind herausgewitterte Höhlensysteme wie beispielsweise die Smoo Cave.

### Balnakeil-Formation

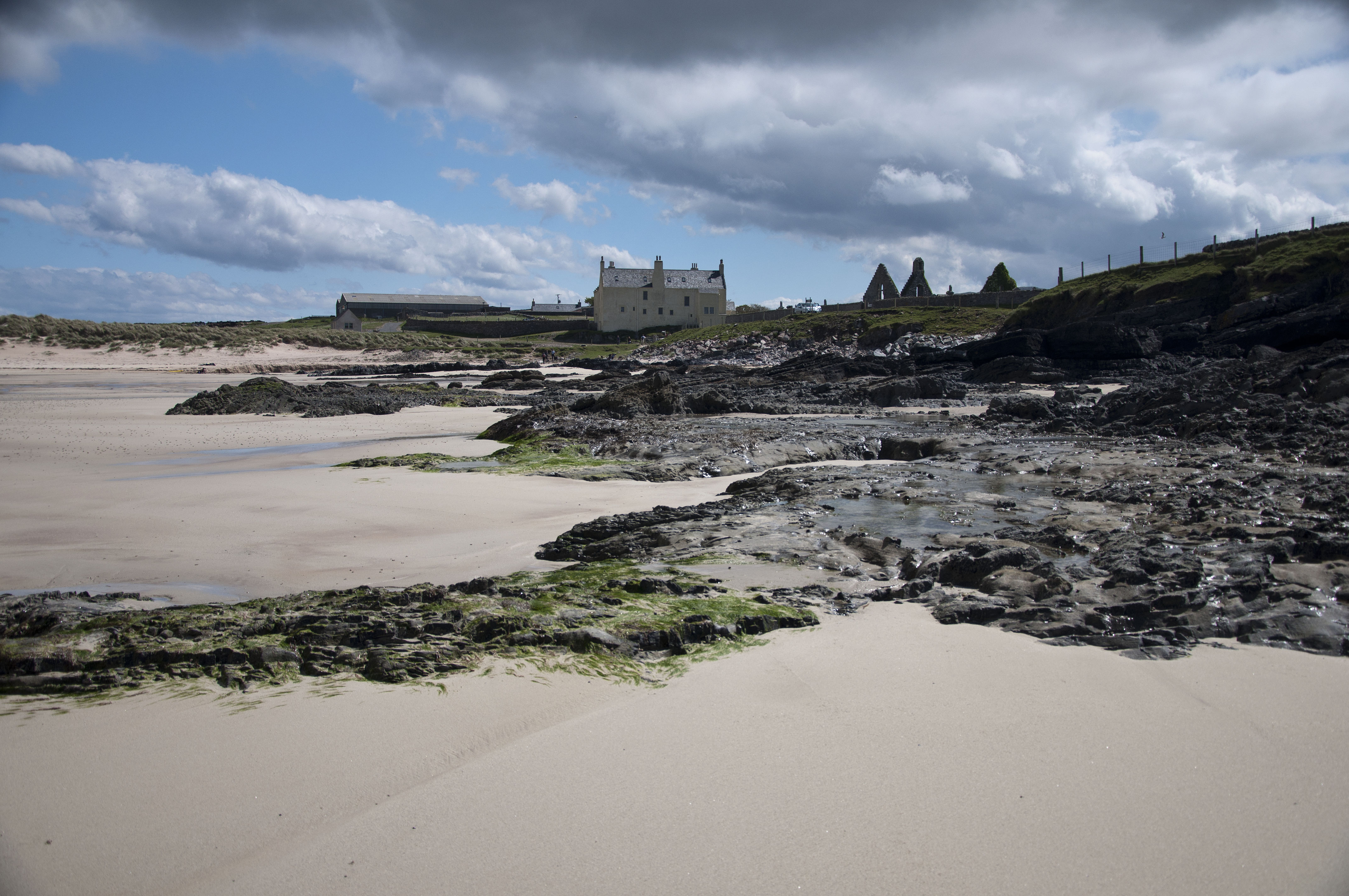
Balnakeil House und Balnakeil Church (Ruine), davor die Banakeil Bay mit der Balnakeil-Formation

Die ordovizische Balnakeil-Formation besitzt eine minimale Mächtigkeit von 86 Meter. Mächtigkeiten von 125 bis 180 Meter können aber durchaus erzielt werden. In der gleichnamigen Balnakeil Bay wird ihre konkordante Untergrenze zur Sangomore-Formation durch eine auffallende Lage von Onkoiden und Geröllen oder auch Chertbrekzien aus der unterlagernden Sangomore-Formation markiert. Lithologisch wird die Formation durch aphanitische, mittel- bis dunkelgraue, stromatolithische und thrombolithische Dolostones geprägt, es sind aber auch Kalke zugegen, bestehend aus bioklastischen Wackestones und Packstones, sowie Bänderkarbonate – so genannte ribbon rocks. Faziell wird die Balnakeil-Formation als Subtidal eingestuft. Als Belege hierfür werden die Bänderkarbonate, die Gegenwart von Crinoiden und Brachiopoden sowie Algeneindrücke auf Schichtflächen herangezogen. Das Liegende mit seinen Aufarbeitungen wird als eine marine Regression interpretiert. Da der Rest der Formation subtidale Charakteristiken besitzt, muss der Meeresspiegel notwendigerweise wieder angestiegen sein. Schwarze Chertknollen verweisen auf ein organisch reichhaltiges Environment, die generelle Abnahme von Chert im Vergleich zu den beiden vorangegangenen Formationen deutet jedoch auf einen Rückgang der Schwammpopulation. Als Fossilien sind neben den Crinoiden (Stieglieder und Segmente) Muschelschalenfragmente, Gastropoden, Ostrakoden und Brachiopoden anzuführen. Conodonten finden sich an der Liegendgrenze und im Hangenden.

### Croisaphuill-Formation
Die ordovizische Croisaphuill-Formation hat eine minimale Mächtigkeit von 350 Meter. Mächtigkeiten zwischen 360 und 430 Meter werden ebenfalls angegeben. Der Kontakt zur unterlagernden Balnakeil-Formation ist scharf und konkordant und wird von kristallinem Kalzit begleitet. Die Formation wird in ein unteres und ein oberes Member unterteilt – das untere Member ist 135 Meter mächtig, das obere Member 215 Meter. Das untere Member bildet eine Steilküste und besteht aus aphanitischen, purpurgrauen, von vielen Wurmbauten stark gescheckten, dolomitischen Kalken. Fossilien werden gewöhnlich in den untersten 30 Metern in braunschwarzen Cherts angetroffen – darunter Schnabelschaler (Rostroconchia), Cephalopoden, Trilobiten, Gastropoden, Brachiopoden und Schwämme. Auch Conodonten wurden aufgefunden – im Hangenden des unteren Members und im oberen Member. Meistens sind die Fossilien schlecht erhalten, einige werden durch Dolomit substituiert, die meisten jedoch durch Chert (so genannter Beekit). Das obere Member unterscheidet sich durch einen größeren Anteil von Dolostones. Auf verschiedenen Niveaus treten bis zu 3 Meter mächtige, hellgraue, strukturlose dolomitische Kalklagen auf, gleichzeitig halten jedoch die von Wurmbauten gescheckten dolomitischen Kalklagen weiterhin aus. Parasequenzen treten im oberen Member jetzt deutlich hervor, wobei meist hellfarbene, parallelgeschichtete Dolostones die einzelnen  Parasequenzzyklen abdecken. Faziell ist die Croisaphuil-Formation dem Subtidal zuzurechnen, belegt durch die dolomitisierten Wurmbauten, durch Muschelschalen und Crinoidensegmente. Das obere Member kann bereits dem Intertidal zugerechnet werden, erkennbar an zunehmend wechsellagernden Dolomit und welliger Laminierung (Wellenrippel). Die zahlreichen Wurmbauten – stark konzentriert im unteren Member – deuten auf ein sehr nahrstoffreiches Substrat, die querschlagenden Fluchtgänge der Bauten indizieren starken Sedimenteintrag.

### Durine-Formation
Die Durine-Formation – Hangendformation der Durness Group aus dem Mittelordovizium – besitzt eine minimale Mächtigkeit von 132 Meter. Der Kontakt zur unterlagernden Croisaphuill-Formation ist scharf und konkordant, kann aber auch graduell erfolgen. Mit ihm setzen hellgraue, feinkörnige Dolomite ein. Im unteren Abschnitt der Formationen erscheinen Karbonatlagen mit gescheckten Wurmbauten, die Dolosteine werden häufiger und die Cherts ändern ihre Färbung von schwarz nach orange-rosa. Hellgraue, parallel-geschichtete, mit Rippeln versehene Dolostones gewinnen langsam an Bedeutung und werden schließlich im oberen Abschnitt beherrschend. Faziell ist die Durine-Formation dem Subtidal zuzuordnen – indiziert durch Bänderkarbonate und durch planare, aber auch wellige Laminationen.

## Sequenzstratigraphie
Die Scottish Laurentian Margin Megasequence oder abgekürzt SLM (Schottische Megasequenz des laurentischen Kontinentalrandes) ist nahezu identisch mit der auf Laurentia ausgewiesenen Sauk-Megasequenz. Die sequenzstratigraphische Ausbildung des schottischen Sektors am passiven Kontinentalrand Laurentias kann in drei Zeitabschnitte gegliedert werden, welche drei Entwicklungsstufen der schottischen Kontinentalplattform entsprechen:
- einer Präplattformstufe im Unteren und Mittleren Kambrium
- einem hochenergetischen Schelf im Mittleren und Oberen Kambrium
- einer verbreiterten, aber energieärmeren Plattform im Frühen und Mittleren Ordovizium.

### Präplattformstufe
Das Kambrium war eine Zeit ansteigender Meeresspiegel resultierend aus vorhergegangenen Riftbewegungen. Innerhalb Laurentias begann somit die Sauk-Megasequenz mit der Supersequenz Sauk I. In Schottland lagerten sich die siliziklastischen Sedimente der Eriboll-Formation während der Rift- und der folgenden Driftperiode ab. Während des folgenden Fucoid Beds Members der An t-Sròn-Formation stieg der relative Meeresspiegel schrittweise an. Am Ende von Sauk I bzw. SLM I fiel dann der Meeresspiegel wieder und in Schottland sedimentierte  das Salterella Grit Member. Hernach bildete sich ein Karbonatschelf heraus (während SLM II und SLM III). Die Ablagerungsbedingungen auf dem Schelf waren restriktiver Natur, Evaporite waren verbreitet und unter großer Faunenarmut entstanden Ooide und Schuppenbrekzien.

### Hochenergetischer Schelf
Die eigentliche Schelfphase hatte mit der Durness Group eingesetzt (ab SLM II). Eine repetitive Folge von aggradierenden, subtidalen (möglicherweise auch lagunären), von Wurmbauten gescheckten Dolostones während der Ghrudaidh-Formation geht an der Grenze zur Eilean-Dubh-Formation in Flachwasserfazies über. Dies stellt eine deutliche Sequenzgrenze innerhalb von Sauk II dar (Grenze SLM IIa/SLM IIb) und bewirkte die Ausbreitung von supratidalen Fazies und Sabkhabedingungen.
Aggradierende intertidale Fazies der mittleren Eilean-Dubh-Formation repräsentieren einen transgressiven Systemtrakt und frühen Hochstand (Highstand Systems Tract oder abgekürzt HST), ehe eine ausgesprochene Verflachung an einer Sequenzgrenze (Grenze SLM IIb/SLM IIIa) im Mittelteil der Formation einsetzte. Diese Sequenzgrenze wird durch verkarstete Schichtoberflächen, durch Sabkhafazies und durch Quarzsandablagerungen unterstrichen. Sie dürfte mit der in Laurentia weit verbreiteten Grenze Sauk II/Sauk III korrespondieren.
Eine deutliche aber weniger bedeutende Sequenzgrenze liegt 18 Meter unterhalb der Hangendgrenze der Eilean-Dubh-Formation. Die Grenze zur aufliegenden Sailmhor-Formation markiert dann ein Flutungsereignis, das mit der Grenze Kambrium/Ordovizium zusammenfällt (Grenze SLM IIIa/SLM IIIb).

### Verbreiterte, energieärmere Plattform
Der Meeresspiegel stieg sodann während der gesamten Sailmhor-Formation an. Die Hauptflutung (Major flooding surface oder MFS) wurde im Tremadocium erreicht. Angezeigt wird dies durch dicke Parasequenzen, die von subtidalen, gescheckten Wurmbauten und von Thromboliten dominiert werden. Am Übergang von der Sangomore- zur Balnakeil-Formation kommt eine weitere Sequenzgrenze zu liegen. Sie ist durch eine onkolithische Gerölllage gekennzeichnet. Sie dürfte der Boat Harbour-Diskordanz in Westneufundland entsprechen und somit die Grenze  Sauk III/Sauk IV (bzw. in der Durness Group die Grenze SLM IIIc/SLM IV) kennzeichnen.
Die Maximalflutung ereignete sich zu Beginn der Croisaphuill-Formation und kommt ins Floium zu liegen. Sie wird durch eine dicke Abfolge von durch Wurmbauten gescheckten Dolomitkalken gekennzeichnet. An der Basis des oberen Members der Croisaphuill-Formation liegt sodann der Wendepunkt der Meeresspiegelkurve. Bis zur Grenze Unteres Ordovizium/Mittleres Ordovizium etablierten sich folglich seichtere, peritidale Fazies.
Die Meeresspiegelsenkung setzte sich bis zum Ende der jetzt aufgeschlossenen Durness Group fort. Zu erkennen ist dies an Dolomiten, die Pseudomorphosen von Evaporitmineralen enthalten. Das Hangende der Durness Group wurde tektonisch entfernt – und somit in Schottland jegliches Anzeichen der Megasequenzgrenze Sauk/Tippecanoe.

## Alter
Das Alter der Durness Group reicht vom Kambrium bis ins Mittlere Dapingium. Sie überdeckt in etwa den Zeitraum 510 bis 470 Millionen Jahre, ihre Sedimentation dauerte somit 40 Millionen Jahre. Die basale Ghrudaidh-Formation beginnt mit der 4. Stufe des Kambriums. Das Ordovizium setzt mit der Sailmhor-Formation ein. Die Durine-Formation schließlich endet im Dapingium. Die Sedimentationsdauer entspricht den nordamerikanischen Sequenzen Sauk II bis einschließlich Sauk IV (bzw. SLM II bis SLM IV). Das Ende der Durine-Formation korreliert in etwa mit dem Beginn der Grampian Orogeny, die auf 475 bis 465 Millionen Jahre datiert ist und deren Metamorphosepeak zwischen 473 und 465 Millionen Jahren lag.

## Tektonik

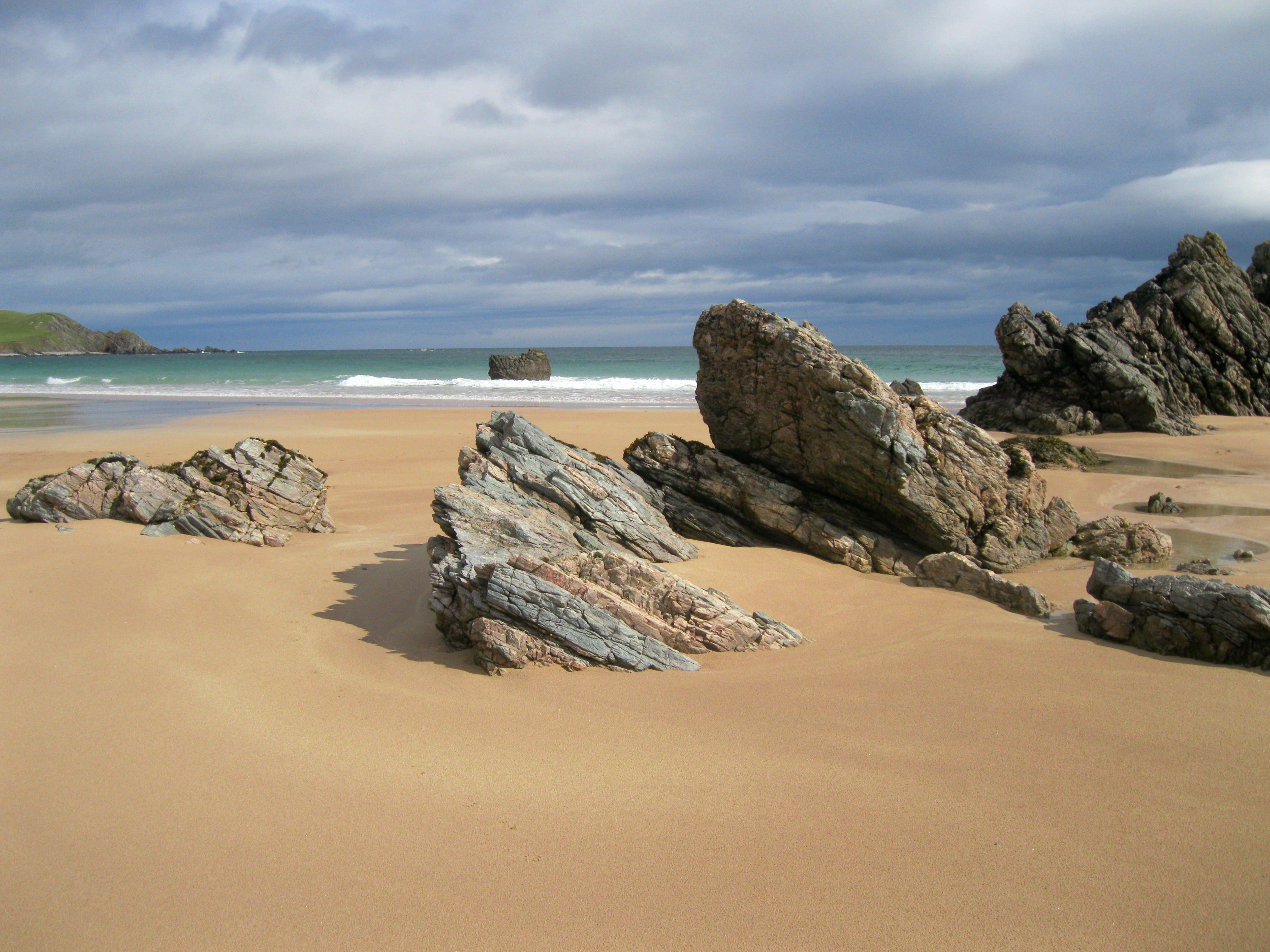
Mylonitisiertes Lewisian in der Sango Bay, eingeschleppt durch die Moine Thrust und grabenbruchartig eingebrochen

Die Durness Group gehört zum Vorlandbecken unmittelbar westlich des Moine Thrust Belts. Sie ist das jüngste Schichtglied dieses Vorlandbeckens. Oft wird sie vom Überschiebungsgürtel noch in Mitleidenschaft gezogen und kann in die untersten Schubspäne inkorporiert werden. Der Moine Thrust Belt wurde während der kaledonischen Skandischen Orogenese vor rund 430 Millionen Jahren im Silur angelegt. Er zeigt einen sehr komplexen Aufbau. Die generelle Überschiebungsrichtung zeigt nach Westnordwest bis Nordwest. Die insgesamte Decken-Überschiebungsweite der Moine Nappe mit der Moine Supergroup auf das Vorlandbecken wird jetzt mit bis zu 100 Kilometer angenommen.
Die eigentliche Moine Thrust mit ihrem unterlagernden Mylonitgürtel initiierte die westwärts gerichteten Bewegungen. Spätere Überschiebungen verlagerten sich in die Tiefe und propagierten sukzessiv nach Westen. Hierdurch wurde das Kambro-ordovizische Vorland durch Scherung dynamisch verfaltet und eingeschleppt.
Nach Abklingen der Überschiebungen begann in einer zweiten Phase Ausdehnungstektonik, die auch die Durness Group in Mitleidenschaft zog. Das Überschiebungsgebäude brach an Nordnordost- bis Nordost-streichenden Verwerfungen grabenbruchartig ein. Die anfangs noch einfachen Brüche verkomplizierten sich dann aber weiter zu Staffelbrüchen. Die Staffelbrüche wurden ihrerseits schließlich von jüngeren, Südost-streichenden Brüchen versetzt, so dass jetzt diskrete, quaderförmige Verwerfungsblöcke zurückblieben.